# St. Georg (Schwangau)

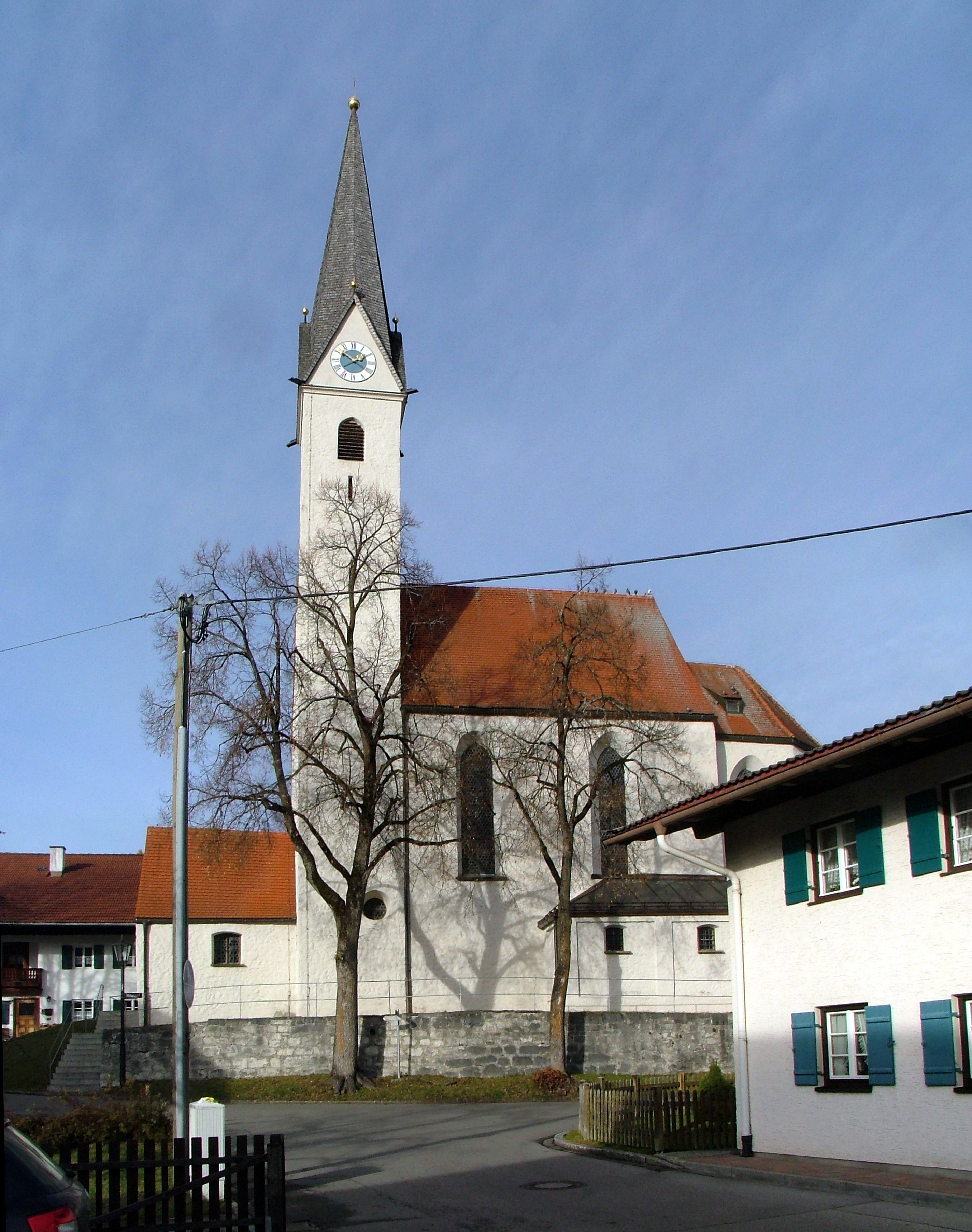
St. Georg, Südansicht

St. Georg ist eine römisch-katholische Filialkirche in der bayerisch-schwäbischen Gemeinde Schwangau.

## Lage
Die Kirche steht im Dorf Schwangau an der Kreuzung der Straßen Gißhibl, Mitteldorf, Am Ehberg und Schmiedstraße. Ihre Adresse ist Mitteldorf 34.

## Geschichte
Das Gebäude wurde wohl in der ersten Hälfte des 13. Jahrhunderts errichtet. Die Dicke der Mauern und Balkenlöcher im Mauerwerk deuten darauf hin, dass es wahrscheinlich ursprünglich keine Kirche war, sondern der Stammsitz der Herren von Schwangau, bevor diese ihre Burgen in Hohenschwangau bauten. Die Kirche war anfangs nach den Aposteln Johannes und Bartholomäus benannt. Erstmals urkundlich belegt ist die Existenz der Kirche für die zweite Hälfte des 13. Jahrhunderts.
1499 stiftete Ritter Ulrich von Schwangau ein Benefizium zur Kirche. Vermutlich zu dieser Zeit erfolgte die Umbenennung nach dem hl. Georg, dem Schutzpatron der Ritter. Für 1520 ist eine Konsekration beurkundet. 1695 wurde das Benefizium von St. Georg mit dem Benefizium von St. Coloman und der Schlosskaplanei Hohenschwangau vereinigt.
1754 wurden bei einem Brand große Teile der Kirche zerstört. Beim Wiederaufbau wurden erhalten gebliebene Mauerpartien miteinbezogen. Der Spitzhelm des Turms wurde durch ein einfaches Satteldach ersetzt. Bei Umbauten 1841 wurden Türen und Eingang verlegt, im Vorhaus ein Fenster vergrößert, und das Dach erneuert. 1845/1846 wurde das Kirchenschiff nach Plänen des Schwangauer Maurermeisters Joseph Lang um einen Chor erweitert und es wurden neue Altäre errichtet.
1995 wurde die Kirche umfassend restauriert und die ursprüngliche gotische Turmspitze wiederhergestellt. Die Kirche gehört heute zur Pfarrei Waltenhofen in der Pfarreiengemeinschaft am Forggensee. Das Gebäude ist mit Ausstattung in die Bayerische Denkmalliste eingetragen.

## Architektur
Das einschiffige, steil aufragende Langhaus hat eine Flachdecke. Der eingezogene Chor ist dreiseitig geschlossen und hat ein Kappengewölbe. Ein Freipfeiler in der Südwestecke stützt den in den Bau integrierten, schlanken Turm, der einen Spitzhelm hat und 38 Meter hoch ist.

## Ausstattung

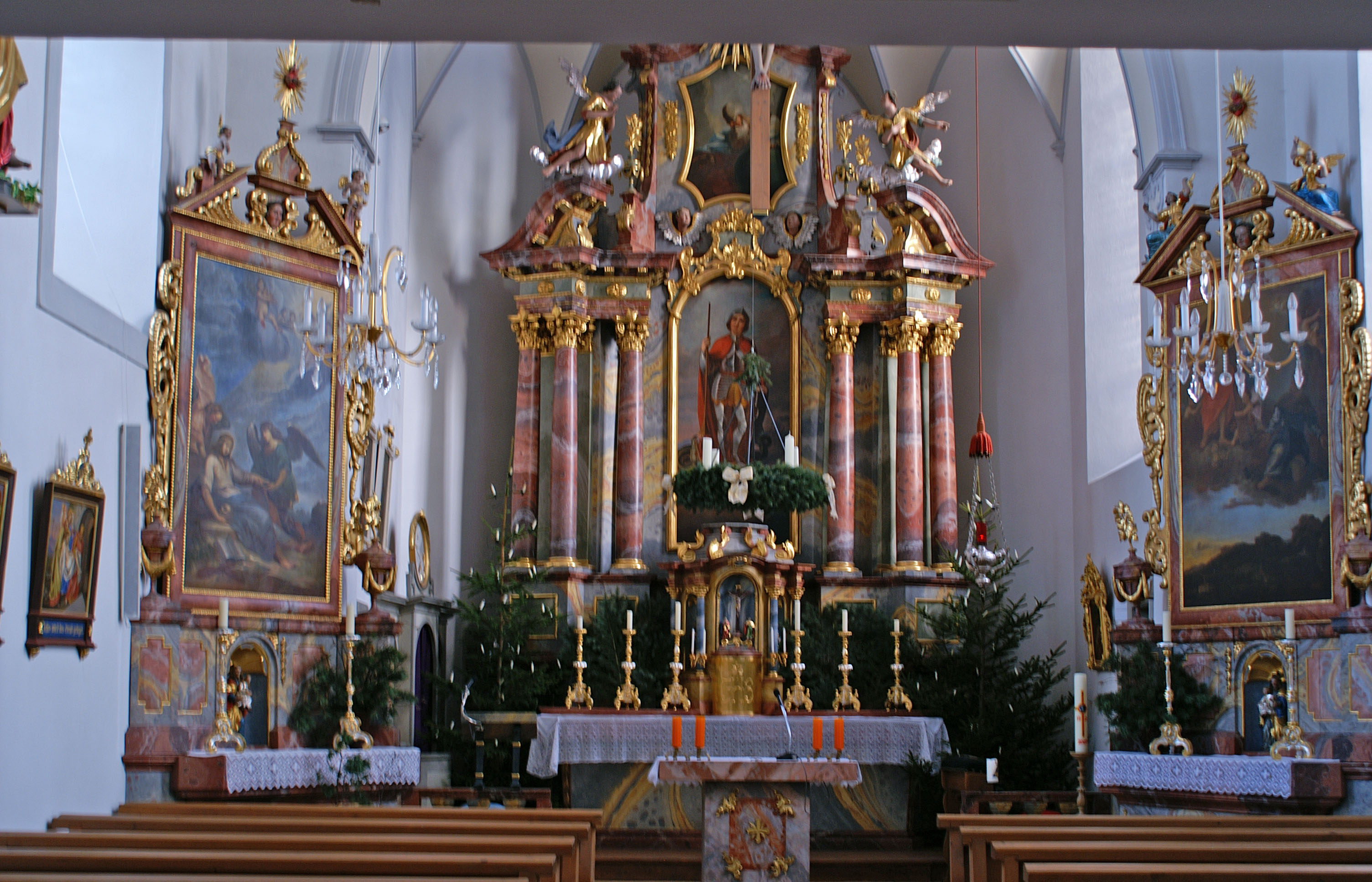
Innenansicht

Die Stuckierung im Langhaus wird Joseph Fischer zugeschrieben (1755/1756). Sie wurde 1913 im Chor ergänzt. Der Hochaltar ist vom einheimischen Johann Martin Gebler und seinem Sohn Michael Gebler (1845), die Seitenaltäre nur von Michael Gebler (1855).
Das Bild des Hochaltars ist von Kaspar Wiederhut und zeigt den hl. Georg als Ritter (1866). Die Bilder der Seitenaltäre (beide um 1700) waren ursprünglich in St. Coloman. Das Bild links zeigt den Tod der hl. Maria Magdalena. Das Bild rechts wurde anlässlich einer Viehseuche gestiftet und zeigt den hl. Coloman vor Christus und Maria mit der ältesten Darstellung der drei Schwangauer Kirchen.
An den Seitenwänden des Langhauses ist links eine Statue der Patrona Bavariae des Füssener Bildhauers Johann Adam Bayrhoff, die zuvor in der Pfarrkirche in Waltenhofen war, und ein Kreuzweg (1855).
Die Orgel wurde 1996 von der Firma Orgelbau Schmid aus Kaufbeuren gebaut.